# Georg Stage II
Le Georg Stage II est un trois-mâts carré, à coque acier, construit en 1934-35 pour remplacer le Georg Stage I devenu le Joseph Conrad.

## Histoire
Le Georg Stage II fut construit en 1934 à Frederikshavn en 5 mois. Ce navire-école est un trois-mâts carré mené par un équipage permanent de 10 à 15 marins pour la formation de cadets de la marine marchande.
Il appartient à une organisation indépendante, la Georg Stage Memorial Foundation dont l'objet est : « de donner aux jeunes gens qui souhaitent naviguer leur première initiation à la pratique maritime sur un grand-voilier spécifique ».
Depuis 1981, les filles sont admises au même titre que les garçons. Après cinq mois de mer, les stagiaires peuvent immédiatement prétendre à un poste dans la marine marchande.
L'histoire du Georg Stage remonte à plus de 100 ans. Le premier du nom, un trois-mâts carré légèrement plus petit, fut lancé en 1882 à Copenhague. Le 25 mai de la même année, le navire appareilla pour son premier voyage avec 80 jeunes gens à bord. Le navire était armé et financé par son armateur Frederik Stage, et sa femme Thea.
Le nom du navire est celui de leur fils, Georg, mort de la tuberculose à l'âge de 22 ans. La figure de proue représente celui-ci. Elle fut transférée de l'ancien navire à celui d'aujourd'hui.
Le Georg Stage II ne navigua pas durant la Seconde Guerre mondiale. Il resta au fond d'un fjord d'une île danoise.
En 1956 il participa à une première régate qui deviendra la Cutty Sark Tall Ships' Races. Il y participera de nombreuses fois, se confrontant à d'autres navires-écoles comme les Krusenstern, Mir, Sedov, Alexander Von Humboldt et Christian Radich.

## Note et référence
- (de) Cet article est partiellement ou en totalité issu de l’article de Wikipédia en allemand intitulé « Georg Stage » (voir la liste des auteurs).